# FAC Soundtracker
FAC Soundtracker is muzieksoftware voor de MSX-computer.

## Geschiedenis
Eind jaren tachtig ontwikkelde zich een demoscene rondom de MSX-computer. Een klein aantal groepjes van gedreven programmeurs schreef zogenaamde demo's voor de machine, die destijds niet veel meer deden dan het tonen van een scrollende tekst met een plaatje. Tegenwoordig worden dergelijke eenvoudige demo's 'oldskool' genoemd. Omdat er in die tijd weinig tot geen fatsoenlijke muziekprogramma's waren, kwam de muziek bij zulke demos uit Japanse MSX spellen, men had feitelijk geen keus.
De Nederlandse demogroep FAC (de afkorting staat voor: Federation Against Commodore) was een Nederlandse MSX-demogroep die in de vroege jaren 90 het programma 'FAC Soundtracker' uitbracht. Deze software zorgde voor een enorme populariteit van het zelf maken van muziek op de MSX. Voorheen was het voor Muziek Module-bezitters eigenlijk niet mogelijk goed klinkende muziek voor deze geluidschip te maken.
Als reactie op deze populariteit schoten in de jaren daarop trackers voor alle MSX-soundchips als paddenstoelen uit de grond. Het resultaat van deze revolutie betekende ook dat componisten en muziekdiskettes de MSX-scene leken te domineren. Het is wellicht wel deze populariteit die heeft geleid tot de ontwikkeling van de Moonsound, een OPL4-cartridge gemaakt door Stichting Sunrise, een organisatie die altijd sterke banden met de MSX-scene heeft gehad (en nog steeds heeft).
Er zijn drie versies van FAC Soundtracker uitgekomen: Soundtracker 1, Soundtracker 2, en Soundtracker Pro. De Pro-versie kon zijn pattern-informatie over MIDI versturen. Opnemen van MIDI kon ook, met zeer matige resultaten. Uiteindelijk werd de Pro versie toch maar gebruikt als traditionele tracker. Mede door de vlotte blokfuncties was Soundtacker Pro een versie waarmee prettig en snel gewerkt kon worden.

## Het programma
FAC Soundtracker ondersteunde twee verschillende chips, de MSX-Audio/Muziek Module en de MSX-Music/FM-Pac. Deze chips werden aangestuurd door gemeenschappelijke nootinformatie. De MSX-Audio en de Muziek Module hebben 9 FM kanalen en 1 ADPCM sample kanaal (dat meestal gebruikt werd voor drumsamples). De MSX-Music en FM-Pac hebben 6 (met FM drums) of 9 FM kanalen (zonder FM drums). In Soundtracker werd echter alleen de 6-kanaals-optie ondersteund. Kanaal 7, 8 en 9 werden dus niet afgespeeld op MSX-Music/FM-Pac. De gebruiker kon zelf beslissen welke chips gebruikt zouden worden voor het afspelen van de muziek; beide chips tegelijk laten afspelen was echter niet mogelijk. Moonblaster zou dit later wel ondersteunen.
In tegenstelling tot de meeste trackers is FAC Soundtracker een horizontale tracker, muziek wordt dus genoteerd van links naar rechts. Er was geen pattern/positie systeem zoals in de meeste trackers; er waren 84 aaneengesloten patterns, en daar moest men het maar mee doen.
Er was een lijst met preset (FM-)klanken die men kon gebruiken, en ook daar moest men het maar mee doen. Zelf een klank maken of wijzigen zat er niet in. Het enige wat men uiteindelijk in de pattern editor kon doen was het veranderen van volume (level van de FM carrier), het veranderen van de brightness (level van de FM modulator), channel-detune en geautomatiseerde pitch bend.

## Kritiek
Ondanks de revolutie die de FAC heeft veroorzaakt, kreeg het programma ook nogal wat kritiek te verduren. Zo was de meegeleverde replayer (voor gebruik van de gemaakte muziek in eigen programma's) nogal traag. Vele programmeurs maakten daarom maar zelf hun replayer. Verder ontbrak het Soundtracker aan broodnodige functionaliteit, zoals instrumentwissels, vibrato, een pattern/positie systeem, de mogelijkheid zelf instrumenten te maken en 9-kanaals MSX-Music/FM-Pac ondersteuning. Moonblaster zou wel al deze functionaliteit gaan bezitten, en alhoewel Soundtracker en Moonblaster zeker niet de enige trackers waren, was Moonblaster bij de release wel de enige concurrent voor Soundtracker. De programmeur van Soundtracker moest enige kritiek incasseren toen hij voor het tijdschrift MCCM een pittige recensie schreef van Moonblaster. Vanaf dat punt leek het gedaan met de geloofwaardigheid van de programmeur van Soundtracker. Moonblaster nam binnen niet al te lange tijd de algemene rol van Soundtracker over.
Ondanks de kritiek was het mogelijk om prima muziek te maken in Soundtracker. Weliswaar heeft MoonBlaster zijn voorganger uiteindelijk overtroffen, maar de invloed van Soundtracker is groot geweest.